# Leptobrachium nigrops
Leptobrachium nigrops är en groddjursart som beskrevs av Berry och John Roscoe Hendrickson 1963. Leptobrachium nigrops ingår i släktet Leptobrachium och familjen Megophryidae. IUCN kategoriserar arten globalt som livskraftig. Inga underarter finns listade i Catalogue of Life.